# سيلفانوس طومسون

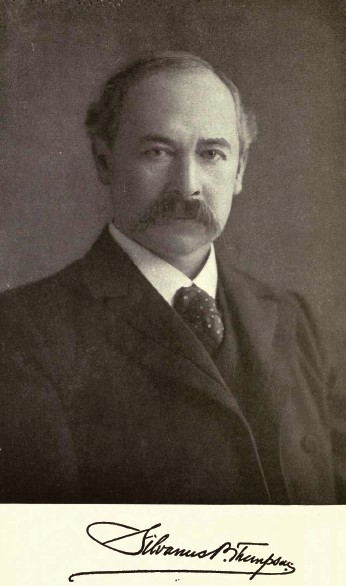
سيلفانوس طومسون

سيلفانوس فيليبس طومسون (بالإنجليزية: Silvanus P. Thompson) (19 يونيو 1851 – 12 يونيو 1916) فيزيائي إنجليزي، انتخب عضوًا في الجمعية الملكية عام 1891، اشتهر بعمله مهندسًا كهربائيًا وكمؤلف. أشهر أعمال طومسون المنشورة كتابه «تبسيط التفاضل والتكامل» عام 1910، الذي شرح فيه أساسيات التفاضل والتكامل. كتب طومسون أيضًا كتابًا شهيرًا في الفيزياء بعنوان «دروس أولية في الكهرباء والمغناطيسية»، َإضافة إلى سير ذاتية للورد كلفن ومايكل فاراداي.

## روابط خارجية
- سيلفانوس طومسون على موقع الموسوعة البريطانية (الإنجليزية)